# Scathophaga eoa
Scathophaga eoa är en tvåvingeart som beskrevs av Ozerov 2007. Scathophaga eoa ingår i släktet Scathophaga och familjen kolvflugor. Inga underarter finns listade i Catalogue of Life.